# Walzenprägung
Die Walzenprägung ist eine Herstellungsart für Münzen.

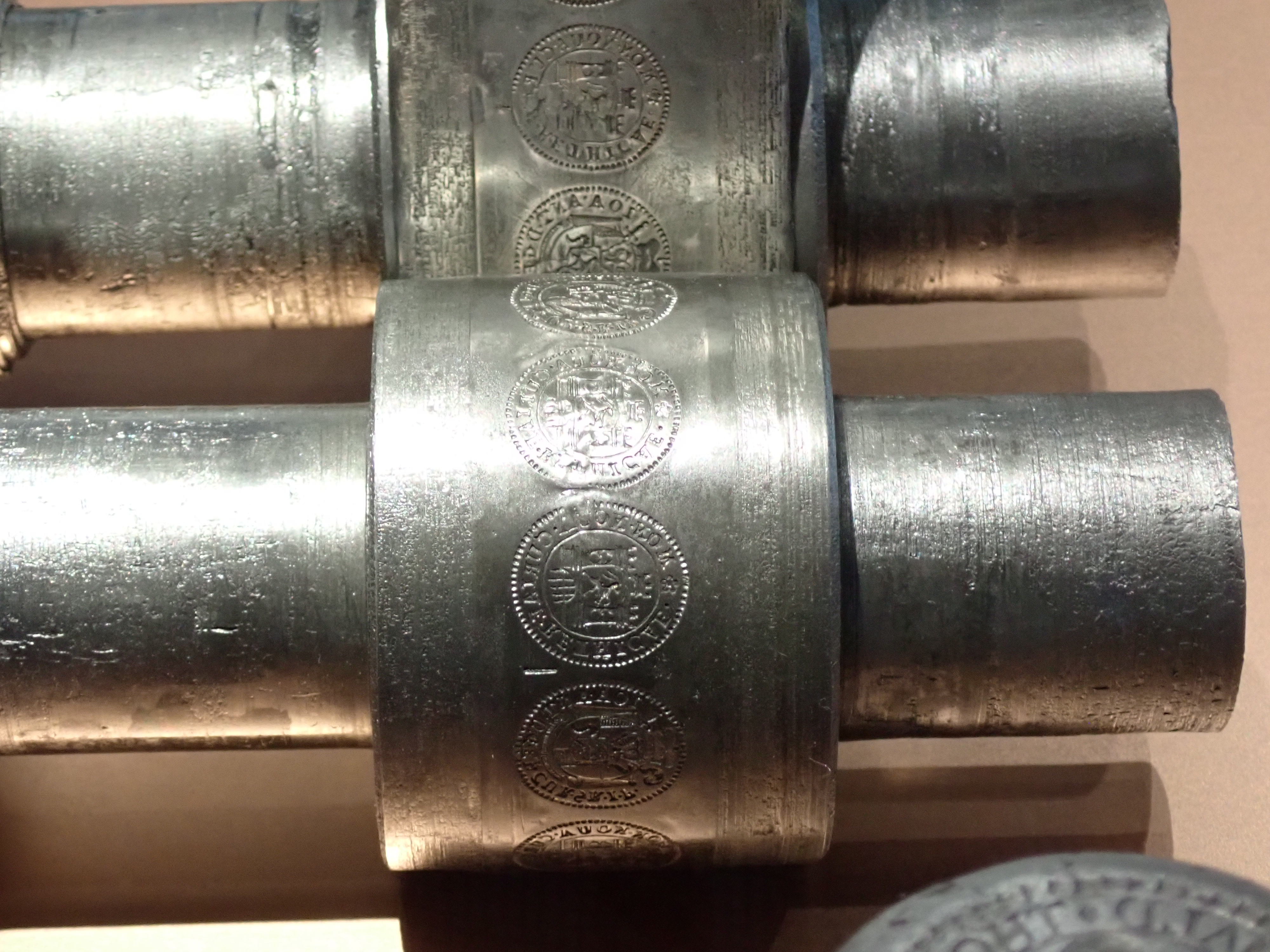
Prägewalze mit Zainen für Bluzger des Jahres 1766, Bistum Chur

Dieses im Vergleich zur Hammerprägung neue Prägeverfahren erfand man um das Jahr 1550. Zu dieser Zeit stellte man erstmals in der Münze Hall in Tirol ein Walzenprägewerk auf, das anfänglich von Pferden angetrieben wurde. In der Münze fanden sich zwei Neuerungen:
1. Die Bleche, aus denen die Münzen hergestellt werden (Zaine), wurden durch zwei schwere eiserne Walzen genau auf die Dicke der gewünschten Münze ausgewalzt.
2. Die Zaine wurden dann durch eine weitere Walzenpresse geführt. In dessen obere und untere Walzen waren mehrere gehärtete Prägestempel eingearbeitet. Bei diesem Durchlauf wurde das Münzbild auf die Bleche geprägt.

Der zweite Schritt macht eine Münzprägung zu einer Walzenprägung. Dabei waren die Vorder- und Rückseitenstempel des Münznominals getrennt auf gegenläufigen Walzen angebracht. Die fertig geprägten Münzen wurden dann aus den Blechen herausgeschnitten („ausgestückelt“).
Die Prägung mit kreisrunden Prägestempeln ergibt leicht querovale Münzen mit leichter Wölbung. Daher wurden die Prägestempel in Bezug zur Durchlaufrichtung durch die Walzen längsoval gearbeitet; so konnten auch kreisrunde Münzen geprägte werden.
Eine Weiterentwicklung des Walzenprägewerks ist das Taschenwerk.